# Teatro de Priene
El Teatro de Priene fue un Teatro griego en Priene en Asia Occidental, actual Turquía. Ha sobrevivido relativamente bien hasta la época moderna.

## Historia
Se construyó a principios del período helenístico, alrededor del año 300 a. C., por lo que es uno de los primeros teatros helenísticos conocidos. Sin embargo, existen diferentes opiniones sobre la fecha exacta de su fase más temprana. Según algunos, puede fecharse ya a finales del periodo clásico, hacia el 330 a. C., mientras que otros sugieren que no habría existido hasta alrededor del 300-250 a. C. En sus primeras fases, el teatro contaba con una orchesrtra y, al menos, la parte inferior de la platea, así como con una skené de madera o edificio escénico.

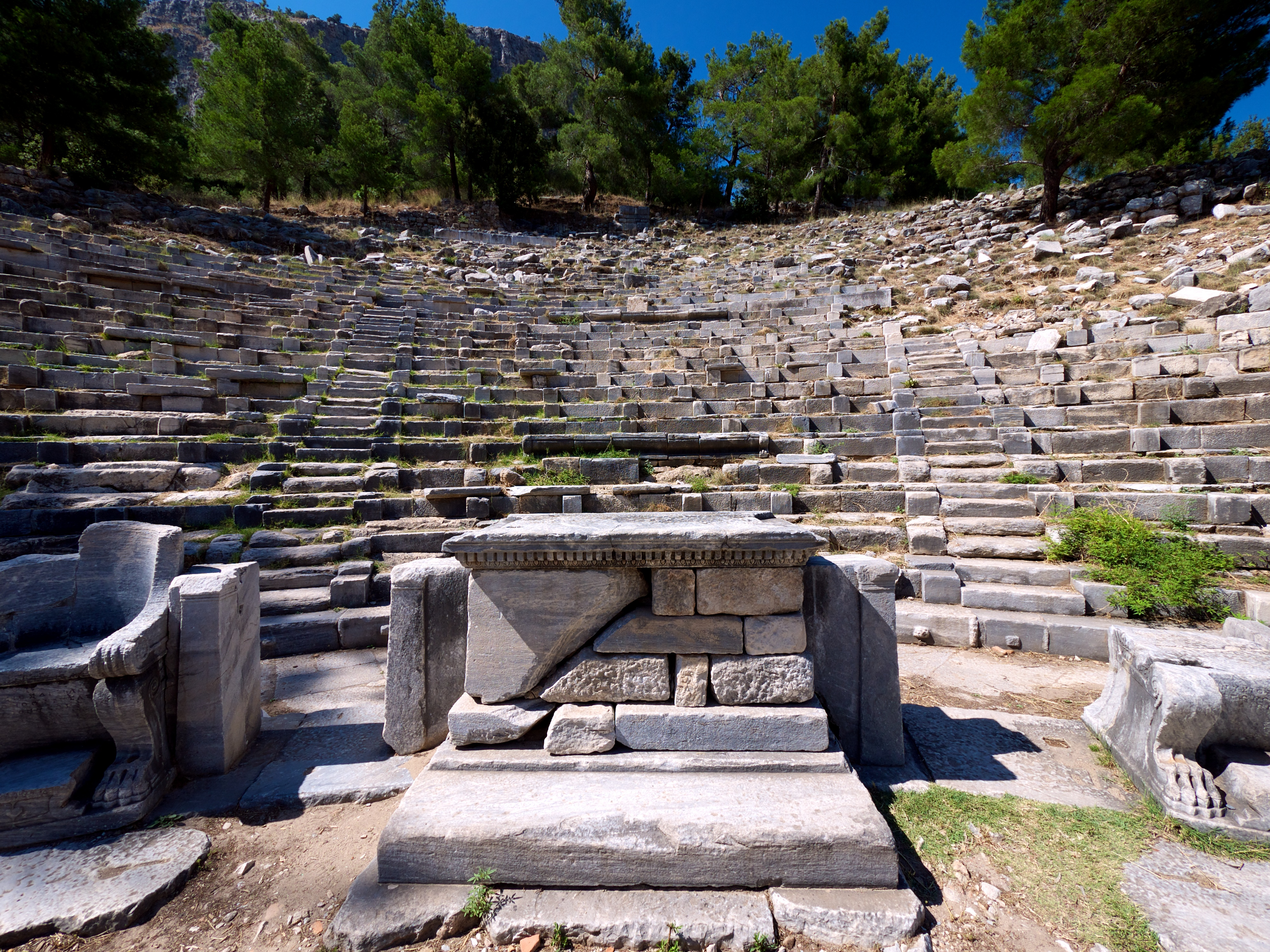
Altar y tribunas del teatro.

Partes representativas del teatro griego.

El auditorio del teatro fue reconstruido en mármol hacia el año 200 a. C.. El proscenio se añadió en la década de los 100 a. C., a más tardar en el 135 a. C., cuando las representaciones se trasladaron al techo del proscenio (logeion) bajo la influencia de la comedia nueva, sustituyendo a la orchestra como espacio principal de representación. Al mismo tiempo, el edificio de la  skené fue reconstruido en piedra, y las representaciones tenían lugar en el logeion, frente al episkenion, el piso superior del edificio de la skené. Su fachada tenía tres puertas ("thyromata"). El auditorio se amplió hacia la vertiente superior.
El edificio sufrió nuevas modificaciones en el periodo romano, en la década de los 100 d. C., cuando se reconstruyó su skené como edificio de dos plantas. El teatro también pudo haber sido utilizado por los tribunales.

## Descripción

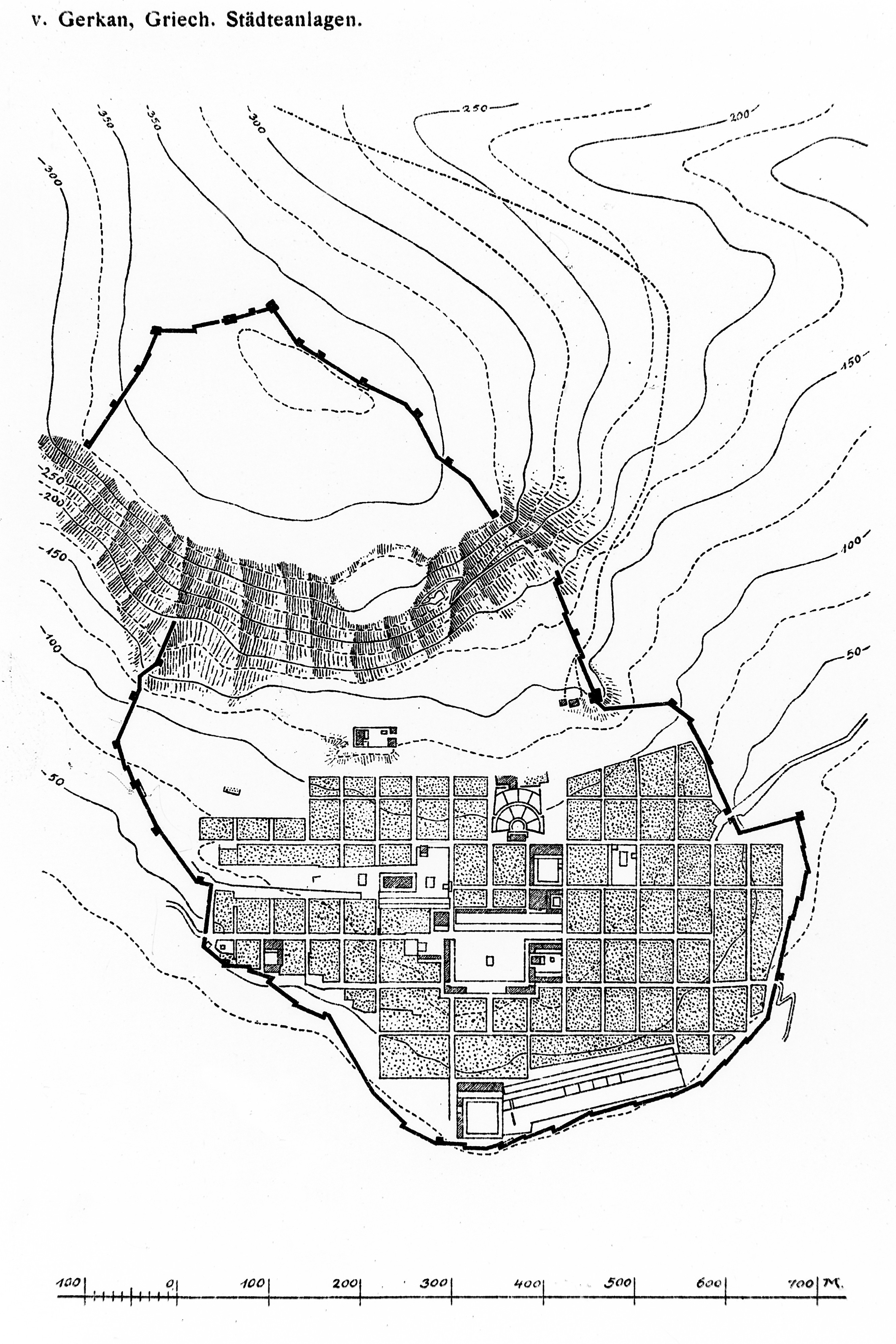
Plano

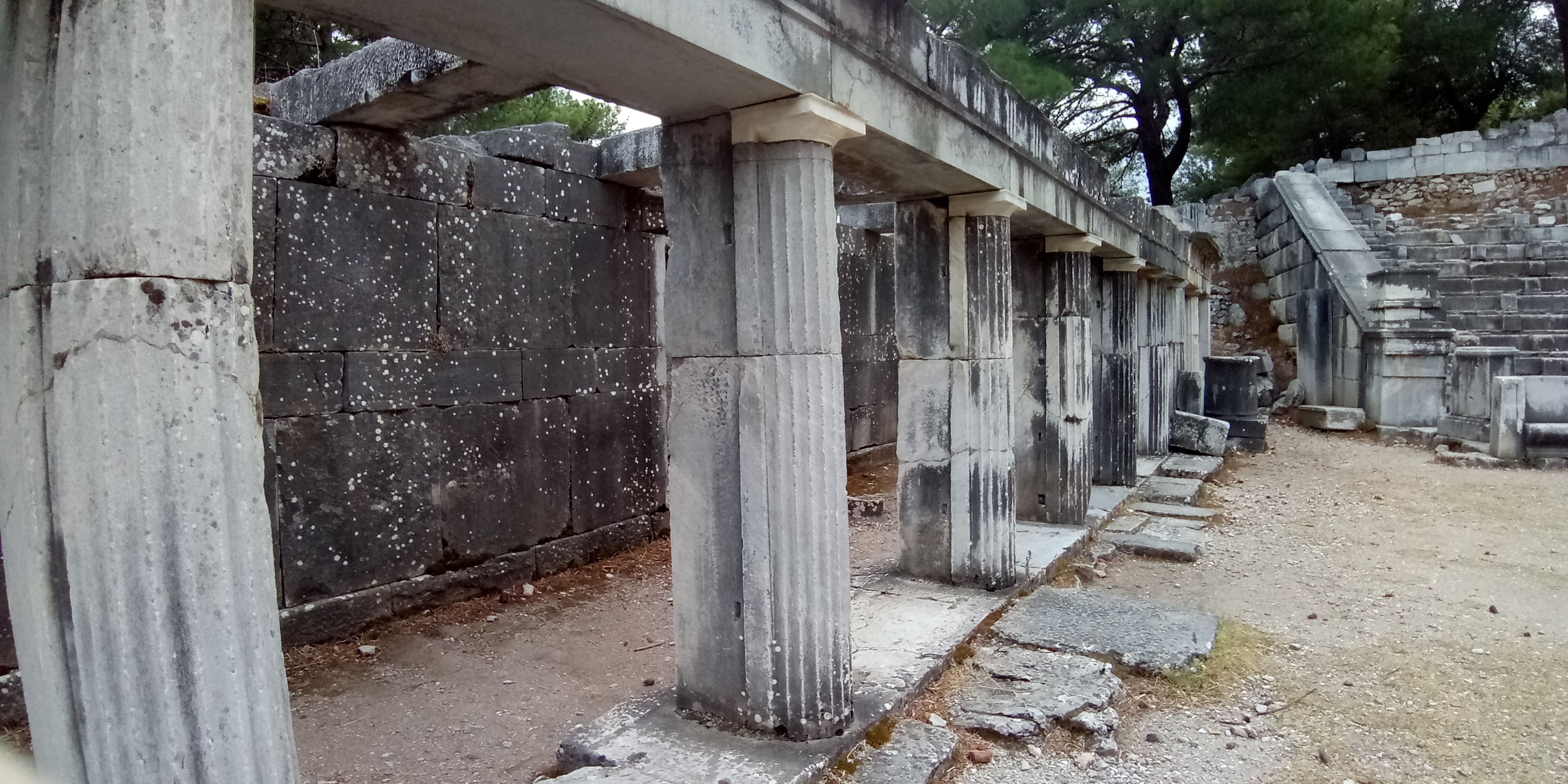
Restos del proscenio del teatro.

Estaba situado en la parte norte de la ciudad baja de Priene, a los pies de la acrópolis, a lo largo de la calle principal más septentrional de la ciudad, la llamada calle del Teatro, y encima del Gimnasio superior. Era un típico edificio teatral griego semicircular con una orchestra circular en el centro.
El diámetro de la orchestra  era de unos 18,7 m. Sobre la orchestra había un altar rectangular de mármol dedicado a Dioniso, decorado con  un entablamento jónico. El altar se construyó según una inscripción que figuraba en él en el siglo I a. C.
El auditorio del teatro era ligeramente más largo que un semicírculo. Seis pasillos verticales dividían la platea en cinco sectores ("kerkides"). Verticalmente, el auditorio estaba dividido por un pasillo horizontal diazomata en una sección inferior y otra superior, la primera con 22 filas de asientos y la segunda con 25 filas de asientos. Las 15 filas inferiores de asientos se conservan mejor en la tribuna. En la primera fila había cinco asientos con respaldos de mármol para los dignatarios. El aforo máximo era de unas 5000 personas.
La skené, o edificio escénico, tenía dos plantas. Medía unos 18,4 m de largo. El proscenio era ligeramente más largo que la skené, unos 21 m, y medía unos 2,7 m de alto y 2,7 m de ancho. El teatro estaba sostenido por 12 pilares, de los cuales los diez situados frente al central, en la fachada del proscenio, tenían semicolumnas dóricas. Las pilastras y semicolumnas sostenían el friso dórico con su metopa y triglifo. El proscenio ha sobrevivido excepcionalmente bien en tiempos modernos.